# Alexandru Alexandrini
Alexandru Alexandrini (n. 1902 – d. 1981) a fost ministru de finanțe al României între anii 1945-1947. A fost doctor în drept, membru în comitetul executiv al P.N.L.-dizidența Tătărescu, deputat în perioada interbelică. În 1957 a fost deținut la închisoarea Râmnicu Sărat. Alexandru Alexandrini a fost arestat în 1950 și condamnat la muncă silnică pe viață pentru crimă de înaltă trădare. Alexandru Alexandrini a fost eliberat în 1963 pe baza unui decret de grațiere.